# Sean Longstaff
Sean David Longstaff (Newcastle upon Tyne, 30 ottobre 1997) è un calciatore inglese, centrocampista del Leeds Utd.

## Biografia
Suo fratello Matthew è anch'egli un calciatore.
Nell'estate del 2019 viene indicato dall'UEFA come uno dei 50 giovani più promettenti per la stagione 2019-2020.

## Caratteristiche tecniche
Trova la sua collocazione ideale nel ruolo di mezzala di centrocampo. Risulta spesso decisivo con inserimenti in zona goal ma garantisce anche un certo equilibrio alla squadra in mezzo al campo.
Si tratta di un giocatore duttile, in carriera è stato impiegato anche come mediano e come trequartista.

## Carriera
Newcastle e vari prestiti
Cresciuto nel Newcastle, il 9 gennaio 2017 passa in prestito al Kilmarnock, con cui inizia la carriera professionistica. Il 21 luglio si trasferisce, sempre a titolo temporaneo, al Blackpool, con cui disputa un’ottima stagione a livello individuale. 
Ritorno al Newcastle
Rientrato al Newcastle, il 3 dicembre 2018 prolunga con i Magpies fino al 2022; il 26 dicembre esordisce in Premier League, nella partita persa per 4-0 contro il Liverpool. Il 15 gennaio 2019 sblocca con un goal dopo un solo minuto di gioco, la sfida di Fa cup vinta in trasferta per 2-4 contro il Blackburn Rovers. Il 26 febbraio seguente segna il suo primo goal in Premier League nella vittoria per 2-0 contro il Burnley.
L'1 luglio 2020 segna un goal nella vittoria in trasferta per 1-4 contro il Bournemouth. Il 25 settembre 2021 segna una rete dalla distanza nel pareggio per 1-1 contro il Watford.
L'1 ottobre 2022 segna un goal nella vittoria per 1-4 contro il Fulham. Il 31 gennaio 2023 mette a segno una doppietta nella vittoria per 2-1 contro il Southampton in Fa cup.
Nel corso della stagione 2023/2024 raggiunge la sua miglior annata in termini realizzativi con 6 goal e 2 assist in 35 gare di Premier League, 1 goal in 4 presenze di Fa cup  e 1 goal in 5 apparizioni di Champions League.
La stagione successiva 2024/2025 volge un ruolo da comprimario, con un minutaggio minore, perde posti nelle gerarchie con Joelinton e Tonali nel suo ruolo.

## Statistiche

### Presenze e reti nei club
Statistiche aggiornate al 30 giugno 2025.
| Stagione             | Squadra              | Campionato           | Campionato | Campionato | Coppe nazionali | Coppe nazionali | Coppe nazionali | Coppe continentali | Coppe continentali | Coppe continentali | Altre coppe | Altre coppe | Altre coppe | Totale | Totale | Totale |
| Stagione             | Squadra              | Comp                 | Pres       | Reti       | Comp            | Pres            | Reti            | Comp               | Pres               | Reti               | Comp        | Pres        | Reti        | Pres   | Reti   |        |
| -------------------- | -------------------- | -------------------- | ---------- | ---------- | --------------- | --------------- | --------------- | ------------------ | ------------------ | ------------------ | ----------- | ----------- | ----------- | ------ | ------ | ------ |
| 2016-gen. 2017       | Newcastle Utd        | FLC                  | 0          | 0          | FACup+CdL       | 0+0             | 0               | -                  | -                  | -                  | -           | -           | -           | 0      | 0      |        |
| gen.-giu. 2017       | Kilmarnock           | SP                   | 16         | 3          | SC+CdL          | 1+0             | 0               | -                  | -                  | -                  | -           | -           | -           | 17     | 3      |        |
| 2017-2018            | Blackpool            | FL1                  | 42         | 8          | FACup+CdL       | 1+1             | 0               | -                  | -                  | -                  | FLT         | 1           | 1           | 45     | 9      |        |
| 2018-2019            | Newcastle Utd        | PL                   | 9          | 1          | FACup+CdL       | 3+1             | 1+0             | -                  | -                  | -                  | -           | -           | -           | 13     | 2      |        |
| 2019-2020            | Newcastle Utd        | PL                   | 23         | 1          | FACup+CdL       | 6+0             | 1               | -                  | -                  | -                  | -           | -           | -           | 29     | 2      |        |
| 2020-2021            | Newcastle Utd        | PL                   | 22         | 0          | FACup+CdL       | 1+4             | 0               | -                  | -                  | -                  | -           | -           | -           | 27     | 0      |        |
| 2021-2022            | Newcastle Utd        | PL                   | 24         | 1          | FACup+CdL       | 1+1             | 0               | -                  | -                  | -                  | -           | -           | -           | 26     | 1      |        |
| 2022-2023            | Newcastle Utd        | PL                   | 33         | 1          | FACup+CdL       | 1+7             | 0+2             |                    | -                  | -                  |             | -           | -           | 41     | 3      |        |
| 2023-2024            | Newcastle Utd        | PL                   | 35         | 6          | FACup+CdL       | 4+2             | 1+0             | UCL                | 5                  | 1                  | -           | -           | -           | 44     | 8      |        |
| 2024-2025            | Newcastle Utd        | PL                   | 25         | 0          | FACup+CdL       | 2+5             | 0+0             | -                  | -                  | -                  | -           | -           | -           | 32     | 0      |        |
| Totale Newcastle Utd | Totale Newcastle Utd | Totale Newcastle Utd | 171        | 10         |                 | 38              | 5               |                    | 5                  | 1                  |             | -           | -           | 214    | 16     |        |
| Totale carriera      | Totale carriera      | Totale carriera      | 229        | 21         |                 | 41              | 5               |                    | 5                  | 1                  |             | 1           | 1           | 276    | 28     |        |

## Palmarès

### Club

#### Competizioni nazionali
- Coppa di Lega inglese: 1

Newcastle: 2024-2025